# یغیشه موسیسیان
یغیشه موُسسی موسیسیان (ارمنی: Եղիշե Մովսիսյան؛  زادهٔ ۳۱ دسامبر ۱۸۹۹ - درگذشته ۷ ژانویهٔ ۱۹۷۳) شیمی‌دان، استاد اهل ارمنستان بود.

## زندگی‌نامه
وی در ۱۲ ژانویه [سبک قدیمی: ۱۳ دسامبر ۱۸۹۹] ۱۹۰۰ در وان به دنیا آمد و از دانشگاه دولتی ایروان (۱۹۲۷) فارغ‌التحصیل گشت. همچنین برندهٔ جوایزی همچون نشان پرچم سرخ کار و دانشمندان شایسته ارمنستان شوروی (۱۹۶۶) شده است. وی در ۷ ژانویهٔ ۱۹۷۳ در سن ۷۳ سالگی در ایروان درگذشت.

## یادداشت
1. ↑  գյուղատնտեսական գիտությունների դոկտոր